# Joseph August Tharrats Pascual
Joseph August Tharrats Pascual   (Barcelona, 2 d'octubre de 1956) és un dibuixant de còmics català que signa com Tha i pianista nebot del pintor Joan Josep Tharrats i germà del guionista Joan Tharrats. Junts, amb companyia de Paco Mir i Sirvent, va constituir el col·lectiu Quatricomia 4.

## Biografia
Al còmic
Joseph August Tharrats, va començar la seva carrera professional amb només 15 anys, dibuixant les sèries Patufatubadix (1971) i Els Ninots (1972) per En Patufet. Posteriorment va treballar per l'Editorial Bruguera com entintador dels dibuixos d'alguns dels dibuixants més emblemàtics, entre d'altres, Francisco Ibáñez, José Escobar, Martz Schmidt, Robert Segura i sobretot Raf.
El 1975 va crear el personatge Fort Baby i el 1978 Ergo amb guions de Sirvent i TP Bigart (pseudònim de Joan Tharrats), respectivament, per la revista de comics TBO, A TBO, 2000 juntament amb el grup Quatricomia s'encarregaran de la secció La Habichuela. Més tard treballaria amb el seu germà a la revista que ell dirigia (Primeras Notícias). A la dècada dels anys vuitanta, tots dos van publicar a El Jueves les sèries Ciclo XXI i ¡Qué Gente!. A la revista Cimoc va treballàr amb altres guionistes com Andreu Martín i Víctor Mora.
A la música
En deixar el món del còmic es va dedicar majorment a la música i més concretament al jazz. El 1993 va formar un grup de música anomenat August Tharrats Trio amb Txell Sust com a cantant també ha tocat el piano en grups com Big Mama.

## Obra
Com a dibuixant de còmics
- 1971 Patufatubadix per a "En Patufet"
- 1972 Els Ninots per a "En Patufet"
- 1975 Fort Baby, amb guions de Sirvent, per a "TBO"
- 1978 Ergo, amb guions de Tharrats, per a "TBO"
- 1979 El Troglodita, amb guions de Tharrats, per a "Primeras Noticías"
- 1981 Ciclo XXI, odisea cotidiana, amb guions de Tharrats, per a "El Jueves"
- 1982 ¡Qué gente!, amb guions de Tharrats, per a "El Jueves" (recopilació en 4 àlbums diferents, amb el mateix títol, dins de la col·lecció Pendones del Humor)
- 1982 Momentos, amb guions de Tharrats, (recopilació d'historietes publicades a El Papus), Ediciones de la Torre
- 1982 La guerra de los dioses, amb guió d'Andreu Martín, per a "Cimoc" (editat posteriorment en àlbum per Norma Editorial).
- 1984 El miércoles, mercado, amb Francisco Mir, Sirvent y Tharrats, per a "El Jueves"
- 1984 Historias frías, amb guions de Jorge Zentner, per a "Cimoc"
- 1987 La Guerra Civil Española per a "Cimoc"
- 1988 Absurdus Delirum amb guions de T.P. Bigart (recopilació de material publicat en Fluide Glacial), Editorial Complot.
- 1996 Personal Digital, amb guions de Tharrats, para "PCFormat"
- 2004 Absurdus Delirium, amb guions de Tharrats, (recopilació més àmplia) per a la franquícia espanyola de Glénat (ara Editores de Tebeos)
- 2008 Todo es posible, amb guions de Tharrats, per a la franquícia espanyola de Glénat (ara Editores de Tebeos)

Com il·lustrador:
- 1982 El cas misteriós del Dr. Jekill i Mr. Hyde
- 1982-1984 Frankenstein
- 1986 La matèria dels somnis de Jaume Fuster
- 1986 Robinson Crusoe
- 1987 Miguel Strogoff
- 1988 Infierno forestal d'Andreu Martín i Juanjo Sarto
- 1988 Salvemos la Antártida d'Andreu Martín i Juanjo Sarto
- 1989 Joves Monstres (La Magrana)
- 1989 S.O.S., canguros d'Andreu Martín i Juanjo Sarto
- 1990 El nuevo Kama Sutra, per a "El Jueves"
- 1993 Silenci capità de Josep Vallverdú i Aixalà
- 1994 De ratones y hombres de John Steinbeck
- 1995 Lior de Núria Pradas (Editorial Cruïlla)
- 2006 El hombre del saco de Josep Maria Jové (Editorial La Galera).
- 2009 50 años sin Billie.

Com a pianista (Txell Sust & August Tharrats Trio) per a La Cold Records:
- 1995 Bluetime
- 1997 Gran Hotel Havana
- 2003 NonStop.